# HMS "Challenger" (1858)
HMS "Challenger" a fost o navă oceanografică a cărei călătorie în jurul lumii (1872 - 1876) a fost și prima expediție oceanografică importantă care a inițiat cercetările la mari adâncimi.
Nava a parcurs 68.980 mile marine și a efectuat 492 de sondaje la adâncime (maxim 8.180 m).
Rapoartele campaniei oceanografice au fost tipărite în 50 de volume; un set din aceste rapoarte se află în biblioteca Muzeului Național de Istorie Naturală „Grigore Antipa”.
La 16 martie 1874, a fost primul vapor care a traversat Cercul polar.